# Mauro e Andrea
Mauro e Andrea sono un duo di conduttori radiofonici italiani, composto da Mauro Corvino (Maddaloni, 31 gennaio 1983) e Andrea Tuzio (Napoli, 23 dicembre 1982).

## Biografia
Mauro e Andrea si conoscono tra i banchi di scuola e il 12 settembre del 2003 debuttano su Radio Primarete, emittente radiofonica casertana. Successivamente lavorano in altre radio della loro regione come Radio Crc e Radio Marte.
Il 4 giugno 2011 entrano a far parte di Radio Deejay.
Dal settembre 2011 conducono AM - Una Splendida Giornata dalle 20 alle 22 fino al mese di dicembre. Nella stagione 2011/2012 conducono inoltre il programma sportivo Deejay Sport Village, che nel luglio del 2012 ha seguito, con interviste ed approfondimenti, la preparazione degli atleti italiani presenti a Londra 2012. Nello stesso mese hanno inoltre seguito in diretta per Radio Deejay la partita della finale degli Europei di Calcio 2012, mentre per tutta l'estate hanno coperto la fascia del mattino dell'emittente.
Da settembre 2012 conducono Benvenuti al sud ogni domenica dalle 15 alle 18, il contenitore domenicale di Radio Deejay dove, oltre agli aggiornamenti delle partite del campionato di calcio di Serie A, c'è il quiz di cultura generale Trivial Deejay.
A partire dal 12 gennaio 2013, conducono anche la fascia pomeridiana del sabato, andando in onda con Weejay. Per l'occasione, anche il programma domenicale cambia denominazione e riprende quella dello storico contenitore del weekend di Radio Deejay.
Dall'8 gennaio 2014 lasciano Weejay per approdare nel palinsesto giornaliero di Radio Deejay conducendo Dee Notte Fonda nella fascia notturna compresa tra l'1 e le 4 del mattino. Non essendo stata confermata la trasmissione per la stagione 2015/2016, i conduttori non rinnovano il contratto con la radio.
Sono tornati in onda sulla stessa emittente dal 26 dicembre 2022, alla conduzione di una trasmissione in onda nella fascia serale. Rimasti a Radio Deejay fino al successivo mese di luglio, dal settembre 2023 passano a RTL 102.5 per condurre la trasmissione notturna del weekend Ma la notte no.
Dall'8 maggio 2025 Mauro Corvino conduce Trackless, un podcast dedicato al mondo dei parchi di divertimento.

## Radio
- AM - Una splendida giornata (Radio Deejay, 2011)
- Deejay Sport Village (Radio Deejay, 2011-2012)
- Benvenuti al sud (Radio Deejay, 2012)
- Weejay (Radio Deejay, 2013)
- Dee Notte Fonda (Radio Deejay, 2014-2015)
- Mauro e Andrea (Radio Deejay, 2022-2023)
- Ma la notte no (RTL 102.5, dal 2023)